# Federação Mineira de Futsal
La Federação Mineira de Futsal (conosciuta con l'acronimo di FMFUTSAL) è un organismo brasiliano che amministra il calcio a 5 nella versione FIFA per lo stato di Minas Gerais.
Fondata il 4 dicembre 1954, la FMFUTSAL assieme alla federazione di Rio de Janeiro è in assoluto la più antica del Brasile, la sua sede è nel capoluogo Belo Horizonte ed ha come presidente attuale Marcos Antônio Madeira.
Oltre ad essere una delle federazioni più datate, Minas Gerais è anche una delle più titolate: la sua selezione ha vinto il Brasileiro de Seleções de Futsal nel 1983 giungendo tre volte seconda. A questi allori a livello di selezioni maggiori si aggiungono quelli con le selezioni giovanili: Minas Gerais è stata quattro volte vincitrice del Brasileiro de Seleções Juvenil de Futsal nel 1974, 1980, 1988 e 2000 giungendo tre volte seconda; a questo aggiunge un titolo del Brasileiro de Seleções Infantil de Futsal nel 2001.

## Palmarès
- 1 Brasileiro de Seleções de Futsal: 1983
- 4 Brasileiro de Seleções Juvenil de Futsal: 1974, 1980, 1988 e 2000
- 1 Brasileiro de Seleções Infantil de Futsal: 2001